# Холмечи
Холмечи — посёлок в Суземском районе Брянской области, административный центр Холмечского сельского поселения.
Расположен в 25 км к северу от пгт Суземка. Большинство жителей посёлка работает в ООО «СуземкаГИПлес» и на расположенной в посёлке одноимённой железнодорожной станции Холмечи.
В посёлке имеется отделение связи, сельская библиотека.